# Магинданао (язык)
Магинданао (магинданаон) – один из языков данао, южнофилиппинской ветви филиппинской зоны австронезийских языков. Распространён главным образом в провинции Магинданао, а также в других районах Минданао (Котабато, Южный Котабато, Султан-Кударат и Южная Замбоанга) и в манильской агломерации.
Число носителей – около 1 млн. чел. (Wiesenfeld 1999). 
Делится на несколько диалектов: лайя, илуд, субигай, иранун, тагакаванан. Наиболее сходные языки: маранао, иланун, взаимопонимаемы на 60 – 90%. Носители магинданао очень плохо понимают  тагальский и основанный на нём стандартизированный язык филипино.